# Miss Internacional 1991
Miss Internacional 1991 fue la 31.ª edición de Miss Internacional, cuya final se llevó a cabo en la ciudad de Tokio, Japón el 13 de octubre de 1991. Candidatas de 51 países y territorios compitieron por el título. Al final del evento Silvia de Esteban, Miss Internacional 1990 de España coronó a Agnieszka Kotlarska, de Polonia como su sucesora.

## Resultados
| Resultados finales      | Concursante |
| ----------------------- | --- |
| Miss Internacional 1991 | - Polonia - Agnieszka Kotlarska † |
| 1.ª finalista           | - Francia - Catherine Clarysse |
| 2.ª finalista           | - Checoslovaquia - Marketa Silna |
| Semifinalistas (Top 15) | - Australia - Melinda Boundy - Brasil - Lisiane Braile - Colombia - Mónica Freydell - Corea - Kwon Jung-joo - España - Elodie Jordá - Filipinas - Maria Betita - Gran Bretaña - Helen Upton - India - Preeti Mankotia - Italia - Mikaela Monari - Japón - Miho Takata - México - Lilia Nájera - Nueva Zelanda - Nicola Jane Dean |

Chile Andrea Molina Oliva

### Premios Especiales
- Miss Simpatía:  Guam - Norma Cepeda
- Miss Fotogénica:  República Dominicana - Melissa Vargas
- Traje Nacional:  México - Lilia Cristina Serrano

## Relevancia histórica del Miss Internacional 1991
- Polonia gana Miss Internacional por primera vez.
- Francia obtiene el puesto de Primera Finalista por primera vez.
- Checoslovaquia obtiene el puesto de Segunda Finalista por primera vez.
- Checoslovaquia, España, Japón y Polonia repiten clasificación a semifinales.
- España clasifica por décimo año consecutivo.
- Polonia clasifica por tercer año consecutivo.
- Checoslovaquia y Japón clasifican por segundo año consecutivo.
- Australia, Corea, Gran Bretaña, México y Nueva Zelanda clasificaron por última vez en 1989.
- Colombia y Francia clasificaron por última vez en 1988.
- Brasil e India clasificaron por última vez en 1987.
- Filipinas clasificó por última vez en 1986.
- Italia clasificó por última vez en 1983.
- Estados Unidos rompe una racha de clasificaciones que mantenía desde 1985.
- Finlandia rompe una racha de clasificaciones que mantenía desde 1987.
- De Europa entraron seis representantes a la ronda de cuartos de final, transformándose este en el continente con más semifinalistas, de igual manera dominaron la ronda final colocándose como ganador y finalistas.
- Ninguna nación de África pasó a la ronda semifinal.

## Candidatas
51 candidatas de todo el mundo participaron en este certamen:
| - Alemania - Katrin Richter - Argentina - Verónica Marcela Caldi - Australia - Melinda Sue Boundy - Austria - Regina Kozak - Bélgica - Stéphanie Dermaux - Bolivia - Rosmy Tamara Pol Rojas - Brasil - Lisiane Bolsani Braile - Canadá - Robin Elizabeth Nardi - Chile - Andrea Molina Oliva - Checoslovaquia - Marketa Silna - Colombia - Mónica María Escobar Freydell - Corea - Kwon Jung-joo - Costa Rica - Eugenie Jiménez Pacheco - Dinamarca - Malene Christensen - España - Elodie Chantal Jordá de Quay - Estados Unidos - Kimberly Anne Byers - Filipinas - Maria Patricia Betita - Finlandia - Päivi Hytinkoski - Francia - Catherine Anne Marie Clarysse - Gran Bretaña - Helen Ginneth Upton - Grecia - Dimitra Papadogianni - Guam - Norma Jean Cepeda - Guatemala - Gloria Elizabeth Comparini - Hawái - Tamme Strickland - Holanda - Marjanna Kraayenveld - Honduras - Marly Karina Prudoth Guzmán - Hong Kong - Valerie Chow Ka-Ling | - Hungría - Kinga Czuczor - India - Preeti Mankotia - Irlanda - Susan Brady - Islandia - Solveig Kristjansdóttir - Israel - Efrat Bruner - Italia - Mikaela Monari - Japón - Miho Takata - Luxemburgo - Annette Feydt - Marianas del Norte - Christina Rasa Salas - México - Lilia Cristina Serrano Nájera - Noruega - Hege Cathrin Baardsen - Nueva Caledonia - Valerie Anne Delrieu - Nueva Zelanda - Nicola Jane Dean - Panamá - Jessica Inés Lacayo - Paraguay - María Luján Oviedo - Polonia - Agnieszka Kotlarska † - Portugal - Gisela Maria Neto Galhavano - Puerto Rico - Lizaura Quiñones Torres - República Dominicana - Melissa Carolina Vargas Cardona - Singapur - Audrey Siok Ling Tan - Suecia - Charlotte Victoria Wallden - Suiza - Francesca Centamore - Tahití - Rebecca Herenui Touaitahuata - Turquía - Defne Samyeli - Venezuela - Niurka Auristela Acevedo |

## Crossovers
Miss Universo
- 1991:  Alemania - Katrin Richter
- 1991:  Gran Bretaña - Helen Upton
- 1991:  Luxemburgo - Annette Feydt
- 1991:  República Dominicana - Melissa Vargas

Miss Mundo
- 1990:  Gran Bretaña - Helen Upton
- 1990:  Hungría - Kinga Czuczor
- 1991:  Costa Rica - Eugenie Jiménez
- 1995:  India - Preeti Mankotia